# Церебролизин
Церебролизин (Cerebrolysin) — препарат из головного мозга свиньи. Позиционируется производителем как ноотропное средство и как препарат с нейротрофической активностью для лечения широкого спектра неврологических расстройств.
Слепые плацебо-контролируемые испытания церебролизина показали его неэффективность у пациентов с  аневризматическим субарахноидальным кровоизлиянием. Препарата нет в рекомендациях Всемирной организации здравоохранения для лечения каких-либо заболеваний. Он не одобрен FDA и Европейским агентством лекарственных средств.
Мета-анализ 2017 года показал, что использование церебролизина не уменьшает смертность и не оказывает воздействие на качество жизни после  инсульта.
В 2007 году Президиум Формулярного комитета РАМН предложил изъять из перечня лекарственных средств, оплачиваемых из бюджета в рамках программы ДЛО, церебролизин как устаревший препарат с недостаточной эффективностью.

## История
Как утверждается, препарат был впервые создан в 1949 году Герхартом Харрером, австрийским профессором Инсбрукского университета. С 1992 года в России входит в перечень жизненно необходимых и важнейших лекарственных препаратов.
В 2007 году Президиум Формулярного комитета РАМН предложил изъять из перечня лекарственных средств, оплачиваемых из бюджета в рамках программы ДЛО, церебролизин как устаревший препарат с недостаточной эффективностью.
Международное непатентованное название у препарата отсутствует. В первую половину 2010 года сумма продаж церебролизина в России составила 1,3 млрд рублей.
В Австрии церебролизин включён в руководство «Нейрореабилитация после инсульта», выпущенное Австрийским институтом инсульта в 2018 году.
В США церебролизин не одобрен FDA. Продажа церебролизина является незаконной в США и преследуется по закону.

## Применение в медицине

### Ишемический инсульт
Церебролизин, вероятно, не эффективен при лечении острого ишемического инсульта 
. Его применение связано с повышенным риском несмертельных серьёзных нежелательных явлений у пациентов с острым ишемическим инсультом. Кокрановский систематический обзор 2017 года выявил отсутствие эффективности церебролизина при лечении острого ишемического инсульта, вред от применения препарата также не был выявлен:

Этот обзор, включающий шесть клинических испытаний с вовлечением 1501 участника, показал отсутствие пользы от применения церебролизина по снижению смертности при остром ишемическом инсульте. Не было разницы в общем числе людей с неблагоприятными событиями, но существуют опасения, что церебролизин может увеличить риск развития не фатальных серьёзных неблагоприятных событий по сравнению с плацебо.
Оригинальный текст (англ.)This review of six trials involving 1501 participants showed no beneficial effect of cerebrolysin in terms of death in people with acute ischaemic stroke. There was no difference in the total number of people with adverse events but a concern that cerebrolysin may increase the risk of people having non‐fatal serious adverse events compared with placebo.— Ziganshina et al., 2017
При этом «серьёзные нежелательные явления» были определены как:

Любое нежелательное явление, которое при любой дозе приводит к смерти, угрожает жизни, требует госпитализации в стационар или приводит к продлению существующей госпитализации, приводит к стойкой или значительной инвалидности/недееспособности, является врожденной аномалией/дефектом рождения или является важным с медицинской точки зрения событием или реакцией.
Оригинальный текст (англ.)Any untoward medical occurrence that, at any dose, results in death, is life‐threatening, requires inpatient hospitalisation or results in prolongation of existing hospitalisation, results in persistent or significant disability/incapacity, is a congenital anomaly/birth defect, or is a medically important event or reaction.— Ziganshina et al., 2017
Аналогичное отсутствие терапевтического эффекта наблюдалось и в азиатской популяции пациентов.
Обновлённый в 2020 году кокрановский обзор гласит, что церебролизин, добавляемый к стандартной терапии, не снижает частоту серьёзных последствий инсульта, в том числе не влияет на риск смерти и инвалидности, также не влияет на длительность пребывания в стационаре. При этом добавление церебролизина к стандартной терапии увеличивает частоту серьёзных нежелательных эффектов.
С другой стороны, церебролизин может способствовать восстановлению двигательных функций в период после инсульта.

### Болезнь Альцгеймера и деменция
При деменции, связанной с сосудистыми нарушениями, церебролизин гипотетически может быть полезен, по некоторым данным. Но качество исследований его влияния слишком низкое, чтобы ответить на этот вопрос однозначно, вот, к примеру, результаты его применения, которые видны на электроэнцефалограмме.
По некоторым данным, церебролизин может улучшить общее состояние пациентов с лёгкой и средней формой болезни Альцгеймера.
Исследование, в котором церебролизин оценивался при болезни Альцгеймера, выявило эффект, сходный с донепезилом. В 2007 году на кафедре фармакологии и биостатистики медицинского колледжа шанхайского университета Цзяотун был проведён мета-анализ эффективности церебролизина при лечении болезни Альцгеймера. Рассматривались 6 рандомизированных двойных слепых плацебо-контролируемых клинических испытаний стандартными методами мета-анализа. Анализом было установлено, что церебролизин может улучшить общее состояние пациентов с лёгкой и средней формой болезни Альцгеймера, однако эффективность церебролизина в таком лечении не подтверждена, для строгих доказательств требуется дополнительное изучение препарата.

### Травматическое повреждение головного мозга
В исследованиях на пациентах, переживших травматическое повреждение мозга, внутривенное применение церебролизина было связано с улучшением функциональных показателей, хотя для того, чтобы сделать твёрдое заключение о полезности нейропротективных препаратов при травме мозга, необходимы дальнейшие исследования.

### Другие заболевания
Церебролизин был признан неэффективным при простой шизофрении. Возможно, он полезен при церебральном параличе, как показало исследование с малой выборкой. Исследование с очень малой выборкой показало возможную полезность церебролизина при рассеянном склерозе.

## Фармакологическое действие
Предполагается, что церебролизин обладает как нейропротекторным, так и нейрогенеративным действием, хотя его точная молекулярная фармакодинамика неизвестна.
Гипотезы о механизме действия церебролизина основаны на данных, полученных как в моделях in vitro, так и при экспериментах на животных. Некоторые из предполагаемых механизмов действия этого препарата включают: 1) уменьшение отложения β-амилоида и фосфорилирования микротрубочково-ассоциированного белка тау путем регулирования активности гликоген-синтазы киназы-3β и циклин-зависимой киназы 5, увеличение плотности синапсов и восстановление цитоархитектуры нейронов; 2) увеличение нейрогенеза в зубчатой извилине; 3) ингибирование кальпаин-индуцированного апоптоза; 4) нейрогенез в субвентрикулярной зоне во время восстановления после ишемии мозга.

### Исследованияin vitro
Предполагаемое нейропротективное действие церебролизина проявляется в снижении эксайтотоксичности, инактивации образования свободных радикалов, подавлении воспалительного ответа, уменьшении отёка и торможении процессов апоптоза и некроза. Синаптотрофное действие церебролизина наблюдалось также в терминально дифференцированных нейронах человеческой линии тератокарциномных клеток NTera (NT2N).

### Исследование животных
На экспериментальной модели на культуре прогениторных клеток гиппокампа крысы наблюдалось противодействие церебролизина по отношению к отрицательным эффектам, оказываемым на нейрогенез фактором роста фибробластов-2 (FGF-2). Данный эффект был сходен с активностью CNTF и свидетельствовал о функциональной эквивалентности нейропептидов Церебролизина и нейротрофических факторов. Также в недавних исследованиях на трансгенных мышах с моделируемой болезнью Альцгеймера (БА) была продемонстрирована способность церебролизина модулировать соотношение про- и зрелых собственных нейтрофинов, что прямо свидетельствует о нейротрофической регуляции. Существуют данные о том, что препарат способен увеличивать связывание BDNF к TrkB-рецепторам (увеличивая тем самым сигналы «выживания»).
Исследования на 10—11-дневных куриных эмбрионах показали, что как NGF, так и церебролизин усиливали рост аксонов задних ганглиев и симпатических стволов. У трансгенных мышей с БА церебролизин способствовал сохранению синаптических терминалей во фронтальной коре и гиппокампе. Исследования подтверждают, что церебролизин способен стимулировать нейрогенез и миграцию вновь образующихся нейронов в СВЗ и в СГЗ как у здоровых животных, так и на моделях патологии. Помимо влияния на нейрогенез, препарат также активирует ангиогенез — формирование новых сосудов.

### Клинические исследования

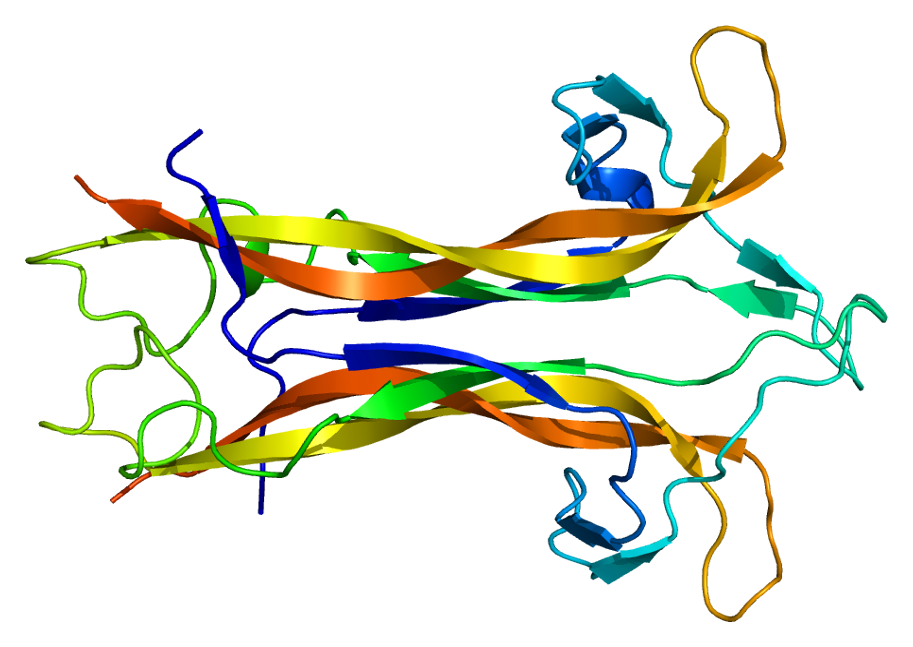
Церебролизин повышает уровень BDNF после острого инсульта.

После проведения курса препарата у людей с различной патологией наблюдали изменения содержания в сыворотке крови различных НТФ, которые коррелировали с улучшением состояния: препарат снижал уровень TNF-α и увеличивал уровень IGF-I у пациентов с болезнью Альцгеймера, увеличивал содержание BDNF у больных после острой ЧМТ, также способствовал повышению количества BDNF, CNTF и NGF у пациентов с постинсультной афазией. Церебролизин повышает уровень BDNF после острого инсульта.

## Состав препарата
В состав препарата входят низкомолекулярные биологически активные нейропептиды. Представляет собой комплекс низкомолекулярных пептидов, получаемый с помощью ферментного расщепления очищенных белков мозгового вещества свиньи. Активная фракция представлена пептидами, молекулярный вес которых не превышает 10 000 дальтон. В 2007 году установлено, что препарат, помимо прочего, содержит фрагменты нейротрофических факторов роста нервных клеток, таких как:
- ЦНТФ — цилиарный нейротрофический фактор (CNTF[англ.] — Ciliary Neurotrophic Factor);
- НФГП — нейротрофический фактор глиального происхождения (GDNF[англ.] — Glial Cells Derived Neurotrophic Factor);
- ИФР-1 — инсулиноподобный фактор роста 1 (IGF-1 — Insulin-like Growth factor 1);
- ИФР-2 — инсулиноподобный фактор роста 2 (IGF-2 — Insulin-like Growth factor 2).

## Церебролизин в литературе
В художественном рассказе Андрея Ломачинского «Церебролизин на карманные расходы» автор упоминает, что в советское время препарат скупался наркоманами: «они активно использовали побочное действие этого препарата для снижения дозы и усиления кайфа в виде так называемой „присадочки“…».

## Документы
- Регистрационное удостоверение П N013827/01 : Церебролизин® // Государственный реестр лекарственных средств. — Минздрав РФ, 2017. — 8 июля.
- Юдина, А. В. Инструкция по медицинскому применению лекарственного препарата Церебролизин® : ЛП-- / ЭБЕВЕ Фарма Гес.м.б.Х.Нфг.КГ. — Министерство здравоохранения Российской Федерации, 2007. — 8 июля. — 6 с.